# پل بروکا
پیر پل بروکا (به فرانسوی: Pierre Paul Broca) (زادهٔ ۲۸ ژوئن ۱۸۲۴- درگذشتهٔ ۹ ژوئیهٔ ۱۸۸۰) پزشک، کالبدشناس و مردم‌شناس فرانسوی بود. ناحیه بروکا در لوب پیشانی را به افتخار وی، نام گذارده‌اند.
او در سنت-فوآ-لا-گراند، ژیروند چشم به جهان گشود. فعالیت‌های او بر روی بافت‌های استخوانی و غضروف بود، و جدا از آن، بر روی آسیب‌شناسی سرطان، آنوریسم و مرگ‌ومیر نوزادان هم، مطالعاتی داشت؛ ولی بزرگ‌ترین تمرکز او، روی بافت مغز بود. وی، پژوهش‌هایی روی دستگاه لیمبیک و مرکز بویایی مغز انجام داده بود.
در سال ۱۸۶۱ با کالبدشکافی مغز یکی از بیماران خود، به نام لویی لوبورن (معروف به تَن) که از ۳۰سالگی قدرت سخن گفتن خود را از دست داده و سپس، مرده بود، دریافت که قسمتی از مغز، در پشت چشم آسیب دیده است. به این ترتیب، مرکز کنترل گفتار در مغز را شناسایی کرد. پژوهش‌های او در راه درمان زبان‌پریشی و یافتن مرکز گویش در مغز به درک تقسیم‌بندی وظایف مغز انجامید.
بروکا بیش از ۲۰ وسیله برای اندازه‌گیری و شناخت جمجمه پدید آورد. این ابزارها به استاندارد کردن دستگاه‌های اندازه‌گیری کمک بسیاری کرد.
او دربارهٔ نظریهٔ تکامل نیز پژوهش‌هایی به انجام رساند. هنگامی که او در سال ۱۸۴۸ به جامعهٔ اندیشهٔ آزاد که از تئوری چارلز داروین پشتیبانی می‌کرد پیوست، از سوی دستگاه کلیسا به ماده‌گرایی و فریفتن جوانان با باورهای گمراهانه متهم شد.
بروکا در سال‌های پایانی زندگی به عضویت در مجلس سنا و فرهنگستان فرانسه برگزیده شد. مرگ او در پاریس رخ داد. تصاویر مغز کالبدشکافی‌شده به‌وسیلهٔ پل بروکا در بیشتر کتاب‌های پزشکی آمده و با نام «مغز بروکا» شناخته می‌شود.